# Friendface
Friendface je pátý díl třetí série britského seriálu sitcomu z prostředí informačních technologií Ajťáci. Poprvé byla epizoda odvysílána 19. prosince 2008.

## Synopse
Jen se zaregistruje na sociální síť Friendface, díky čemuž se opět dostane do kontaktu se svými spolužačkami. Všechny už jsou šťastně vdané nebo mají slibnou kariéru a Jen nechce na chystaném třídním srazu vypadat neschopně. Požádá proto Roye, aby ji na sraz doprovodil v roli jejího manžela. Ale Roy má schůzku se svou bývalou přítelkyní Alison, které chce říci pravdu, proč se s ní rozešel. Jen jde na třídní sraz v doprovodu Mosse.

## Příběh
Jen Barber se zaregistruje do sociální sítě Friendface. Ačkoli ji od toho Roy a Moss odrazují, vzápětí se i oni zaregistrují. Mosse zláká hra Scrabble a Roye Jenina poznámka o dívkách ze 7. patra, které jsou také na Friendface. Ačkoli Roy tvrdil, že na něj reklama nemá žádný vliv, pořídí si plnou ledničku coly, která má na sociální síti svou prezentaci. Jen imponuje, že má najednou tolik nových přátel. U počítače stráví celou noc a další den v práci usíná.
Roye si najde přes Friendface bývalá přítelkyně Alison. „Ajťák“ vypráví historku o její přehnané zálibě v make-upu:
„Jak začala brečet, se jí to celé valilo po obličeji, bylo to jako rozchod s klaunem.“
Jen na Roye apeluje, aby své bývalé holce řekl pravdu z očí do očí. Roy se k tomu příliš nemá, ale nakonec souhlasí. Moss si stěžuje, že se na Friendface přihlásila i jeho matka, což otevírá další komunikační kanál mezi nimi. Teď jí hlásí i to, že právě jí jablko, které mu nachystala na snídani.
Jen jde na schůzku se svou bývalou spolužačkou Delinou, která jí vypráví, jak jsou všechny děvčata ze třídy úspěšné a šťastně provdané. Jen se cítí méněcenná a nechce na nadcházejícím třídním srazu působit obyčejně. Požádá Roye, zdali by s ní na sraz nešel a nesehrál zde roli jejího manžela. Roy už má ale schůzku se svou bývalou přítelkyní, kde jí chce říct pravdu. „Manželem“ se tak stává Moss. Dostane instrukce, jak se má na večírku chovat – tedy poslouchat mistrné výmysly Jen a rozplývat se nad štěstím, které ho v životě potkalo.
Moss to s vychvalováním přehání, až to začíná být trapné. Mezitím Roy není schopen v restauraci říci Alison pravdu a vymyslí si, že ji opustil kvůli jiné ženě – Jen. Alison mu nevěří a tak jí Roy pro klid duše navrhne, že jí Jen představí. Na třídním srazu vznikne zajímavá situace, Roy představuje Alison Jen – ženu, kterou miluje. Do představování se vmísí Moss a hájí svou čest (jakožto „manžela“ Jen). Přítomní se nestačí divit, jaké Jen udržuje vztahy. Situace dospěje do bodu, kdy Roy navrhne Mossovi, že si to spolu vyřídí venku. Oba vědí, že se to trochu zvrtlo a utečou. 

## Obsazení
Vedlejší role v epizodě „Friendface“:
| Herec / herečka  | Hraje  | Role                   |
| ---------------- | ------ | ---------------------- |
| Claudia Harrison | Delina | bývalá spolužačka Jen  |
| Suzanne Toase    | Alison | bývalá přítelkyně Roye |
| James Tovell     | Terry  | manžel Deliny          |